# Mylonit

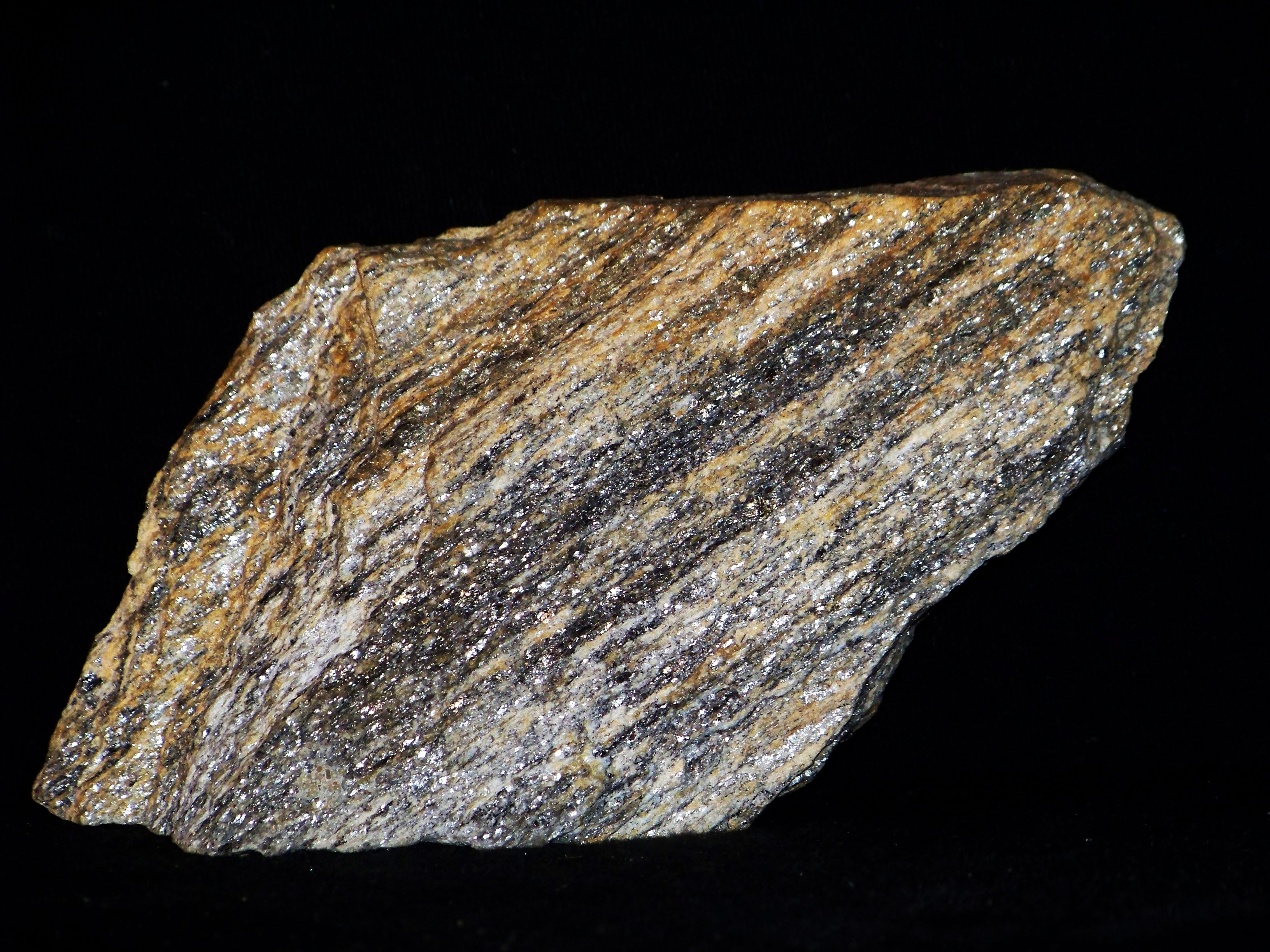
Mylonit – gnejs listewkowy, Góry Sowie, Dolny Śląsk

Mylonit – skała kataklastyczna, metamorficzna powstała poprzez dynamiczną rekrystalizację. Złożona z drobnych pokruszonych i roztartych ziaren starszych skał powstałych w warunkach zmielenia i silnego roztarcia dowolnej skały wyjściowej, tworzących miazgę mylonityczną, objętą rekrystalizacją towarzyszącą mylonityzacji. Powstaje w trakcie metamorfizmu dyslokacyjnego głównie w strefach uskokowych o charakterze przesuwczym.
Mylonity powstawały w facji zeolitowej oraz facji prehnitowo-pumpellynitowej (temp. 300 °C, ciśnienie poniżej 300 megapaskali). Są to szare, czasem lekko zielonkawe skały. Bardzo łatwo ścieralne w rękach na drobniutkie ostrokrawędziste bloczki. Powierzchnia skały jest w wielu miejscach gładka i błyszcząca.
W obrębie stref tektonicznych wyróżniamy skały:
- kataklazyty – skały które powstały na drodze czysto mechanicznej.
- mylonity – skały powstałe w warunkach niskiego stopnia metamorfizmu.